# Municipio de New Castle (Carolina del Norte)
El municipio de New Castle  (en inglés: New Castle  Township) es un municipio ubicado en el  condado de Wilkes en el estado estadounidense de Carolina del Norte. En el año 2010 tenía una población de 1.740 habitantes.

## Geografía
El municipio de New Castle  se encuentra ubicado en las coordenadas 36°10′42.48″N 80°55′39.27″O / 36.1784667, -80.9275750.